# Chílum

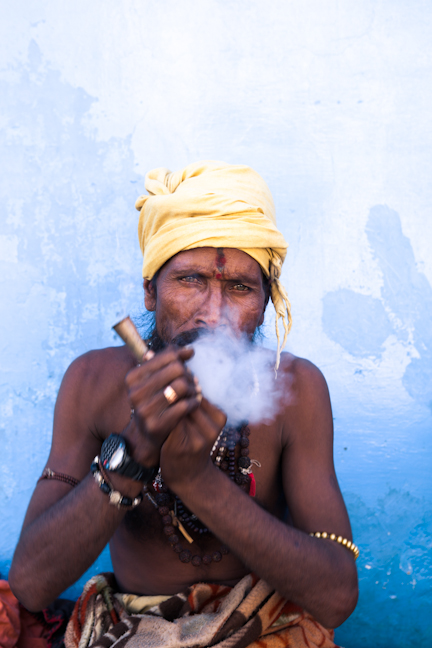
Baba (monje hindú) fumando cannabis con un chalam.

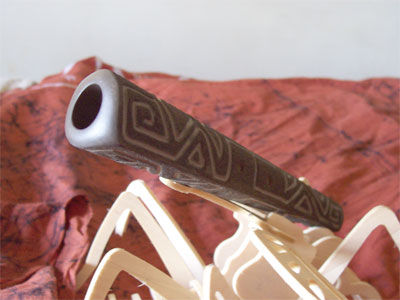
Un chílam.

Un chílum, chílam o chálam (del inglés, chillum /ˈt͡ʃɪləm/; a su vez del hindi चिलम chilam) es una pipa usada por los sadhus indios, por los rastafaris y por la gente que fuma cannabis, opio, tabaco... etc. 
El chílam se usó por primera vez en la India, siendo el primer registro del siglo XVIII. También aparece mencionado en el Informe de la Comisión de Drogas de Cáñamo de la India (1893). De allí se expandió a Oriente Medio y África. Por ejemplo, en Irán se conoce como چلم čilam y también se usa. Tras la inmigración de cientos de indios a Jamaica, el movimiento rastafari jamaicano adoptó el consumo de marihuana (llamado ganja entre los rastas) y sus formas se fumarla, como el chílam.
El chilum es una pipa de forma cónica hecha habitualmente de arcilla, cuerno de vaca, cristal, piedra, o madera. Los chilums han sido utilizados al menos desde 1800 como pipas por los Sadhus en India para consumir cannabis.

## Ritual rastafari
El chílam es usado en diversas ceremonias rastafaris, como las reasoning sessions ('sesiones de razonamiento') o en grounations. Los chílams rastafaris se fabrican a partir de cuerno de vaca o pieza cónica de madera, unido a un tubo hecho de arcilla, goma o plástico por donde se inhala. 
Un subtipo de chílam es el chalice ('cáliz' en inglés; llamado así por una cita bíblica) el cual se parece al bong, ya que está equipado con una cámara de filtración de agua. Antes de iniciar el rito, se honra y se agradece al dios rastafari, Jah.